# Transports dans l'agglomération de Vichy

Carte du réseau routier et ferroviaire entre Gannat et l'agglomération de Vichy (situation en 2009).

Dans les limites de son intercommunalité, l'agglomération de Vichy dispose d'infrastructures de transport routières et ferroviaires ainsi qu'un réseau de transport urbain. Celle-ci fut longtemps handicapée par une desserte routière insuffisante, telle qu'un accès autoroutier manquant ou des contournements absents.
En 2025, l'agglomération est notamment desservie par l'autoroute A719, reliant l'ouest de Vichy (plus précisément à Espinasse-Vozelle) à l'autoroute A71 à l'ouest de Gannat, la route nationale 209, en venant du nord du département (Moulins, Varennes-sur-Allier) ainsi que des routes départementales (D 6 vers Saint-Pourçain-sur-Sioule et Montluçon, D 907 vers Lapalisse et l'est du département, D 906 et D 906E vers Saint-Yorre et Thiers, D 1093 vers Clermont-Ferrand…).
Par ailleurs, deux gares desservent le territoire : Vichy et Saint-Germain-des-Fossés. Celles-ci assurent des liaisons nationales (vers Paris-Bercy) et régionales (nord de l'Auvergne).
La communauté d'agglomération exerce la compétence obligatoire « organisation de la mobilité » au titre de l'aménagement de l'espace communautaire. La voirie d'intérêt communautaire (création, aménagement et entretien) reste une compétence optionnelle.

## Contexte géographique
La problématique de desserte dans l'agglomération de Vichy concerne surtout le domaine routier.

### Consistance du réseau routier
Géographiquement, Vichy, ville centrale de l'agglomération, est éloignée des axes autoroutiers.
L'une des premières étapes du désenclavement de l'agglomération a été l'arrivée de l'autoroute A719, se raccordant à l'autoroute A71. Le prolongement entre Gannat et Vichy, déclaré d'utilité publique le 16 août 2011, a été mis en service le 12 janvier 2015.
L'autoroute A89 est accessible à 35 km au sud par les routes départementales 906E (depuis le centre de Vichy) et 906 en direction de Thiers.
Le réseau routier national s'arrête au rond-point de Creuzier-le-Neuf ; la RN 209 dessert le nord de l'agglomération (Billy, Saint-Germain-des-Fossés) et continue en route départementale.
Le maillage de l'agglomération de Vichy est composé de plusieurs routes principales ou secondaires d'accès :
- au sud, les D 906E et RD 906 (Abrest, Saint-Yorre, Thiers, Ambert et le Livradois et Le Puy-en-Velay) ;
- au sud-ouest, la RD 1093 (Randan, Maringues, Riom, Clermont-Ferrand) ;
- au sud-ouest, la RD 984 (Bellerive-sur-Allier, Effiat, Aigueperse) ;
- au nord-ouest, la RD 6 (Charmeil, Saint-Pourçain-sur-Sioule).

Contrairement aux autres agglomérations de France, selon le député Gérard Charasse, Vichy est « la seule agglomération de 100 000 habitants à ne pas disposer [d'accès autoroutier] ».

## Histoire

### Les routes thermales
L'importance de l'établissement thermal de Vichy rendait nécessaire le développement des voies de circulation ; huit routes thermales ont été définies par le décret du 27 juillet 1861 :
1. route allant des Célestins à l'enclos Chaloing ;
2. route allant de l'enclos Chaloing à la gare du chemin de fer ;
3. route allant de la gare du chemin de fer au clos des Célestins ;
4. route allant de la gare du chemin de fer à la rue de Nîmes ;
5. route allant de la rue de Nîmes à la place du Patitot ;
6. route allant de la rue du Pont à la route no 1 ;
7. route de la digue le long de l'Allier ;
8. prolongement des rues Lucas, Prunelle et Petit jusqu'à ladite route no 1.

Ces voies sont à la charge de la ville de Vichy.
Le même décret a prévu le rachat du pont à péage sur l'Allier, faisant partie de la route impériale no 9 bis.

### Une ville à l'écart des grandes liaisons routières
Depuis le Premier Empire, la ville de Vichy était localisée à l'écart de grands axes de circulation.
Les premiers projets remontent aux années 1970, avec l'élaboration d'un schéma directeur d'aménagement et d'urbanisme (SDAU) en 1973. Ce schéma prévoyait la réalisation d'un contournement nord en utilisant une partie de la D 6E, ou encore une pénétrante de l'actuelle D 2209 vers le quartier de Presles, à Cusset. Nombre de ces projets n'ont jamais vu le jour, « [condamnant] la ville [de Vichy] à être traversée par le trafic de transit pendant une vingtaine d'années supplémentaires ».
En 2001, la communauté d'agglomération de Vichy Val d'Allier élabore un schéma directeur d'agglomération. Un dossier de voirie d'agglomération fut élaboré en 2003 ; celui-ci prévoit la construction de nouvelles infrastructures dont le contournement sud-ouest et le boulevard Est.

### De nouvelles routes pour améliorer la desserte
Afin d'améliorer la desserte interne dans l'agglomération, de nouvelles infrastructures ont été aménagées :
- le prolongement de l'autoroute A719 de Gannat vers l'ouest de l'agglomération de Vichy (en service depuis début 2015) ;
- un contournement sud-ouest, reliant l'autoroute A719 au sud de Saint-Yorre (en service depuis le 2 février 2016) ;
- un contournement nord-ouest, reliant l'autoroute A719 au nord de l'agglomération et à la D 67 (en projet) ;
- un boulevard urbain reliant Creuzier-le-Vieux au sud de Vichy (partiellement en service).

Autoroute et contournements ont pour fonctions l'amélioration du trafic de transit et la desserte de sites économiques.
Ces infrastructures routières sont inscrites dans le projet d'agglomération. Il prévoit notamment l'achèvement du boulevard urbain, la réalisation du contournement nord-ouest, une liaison de cette route au pont de l'Europe et à l'allée des Ailes, ainsi que la requalification d'entrées de ville.

## Réseau routier

### Autoroute A719

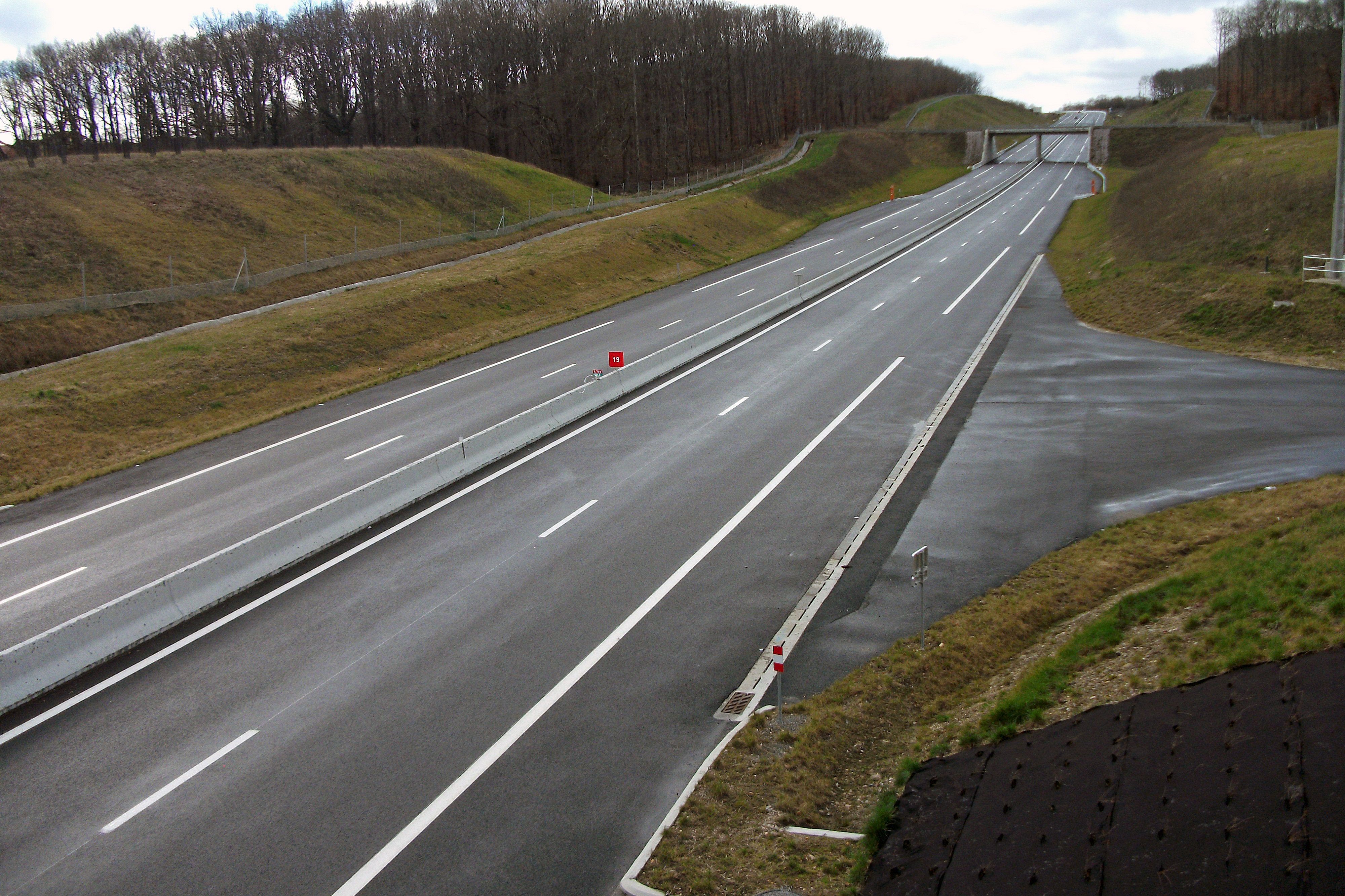
Le prolongement de l'autoroute A719 a été mis en service début 2015.

Un premier tronçon de l'autoroute A719 avait ouvert le 3 juin 1997 : il s'agissait d'une simple antenne « destinée à améliorer la desserte de Vichy depuis l'autoroute A71, en évitant l'agglomération de Gannat » par le nord. Depuis début 2015, l'autoroute est prolongée jusqu'aux portes de Vichy, à Espinasse-Vozelle, sur un carrefour giratoire où débouche trois routes départementales : le contournement sud-ouest (D 906), la D 2209 et la D 215.

### Contournement nord-ouest
Le contournement nord-ouest est un projet routier visant avant tout à renforcer le développement économique de l'agglomération.
Le projet consiste en la création d'une route à deux voies de circulation, d'une longueur de 6,5 km, entre l'autoroute A719 et la route départementale 67 et à l'aménagement de la RD 67 qui devrait être classée dans le réseau routier national,.
Ce contournement a pour objectif « d'améliorer la desserte de Vichy, le trafic interne de l'agglomération et de donner une vocation urbaine à la RD 6 ».
Des riverains de l'association de la Vallée du Béron dénoncent toutefois un tracé « inacceptable », en raison de ses caractéristiques : deux voies avec carrefours giratoires, selon son président, sans chercher à contester l'utilité du projet.

### Contournement sud-ouest
Le contournement sud-ouest est la première véritable déviation de l'agglomération. Gérée par le département, cette nouvelle route, numérotée D 906 et longue de 18,6 km, relie la D 906 au sud de Saint-Yorre à l'autoroute A719 (et aux D 2209 et 215) à Espinasse-Vozelle.
Ce projet a été soumis à une enquête publique du 12 juin au 21 juillet 2006 puis déclaré d'utilité publique le 14 mai 2007 par un arrêté inter-préfectoral. Inaugurée le 28 janvier 2016, elle est ouverte au public le 2 février 2016.

#### Des travaux interrompus
Démarrés seulement à la fin de l'année 2011,, les travaux ont dû être arrêtés à la suite d'un non-respect des contraintes environnementales. Avant le début des travaux, la FRANE (Fédération de la région Auvergne pour la nature et l'environnement) avait déposé un recours au tribunal administratif pour « atteinte irréversible » constituée par un pont au sud de Saint-Yorre. Cette association a annulé l'arrêté inter-préfectoral du 20 octobre 2011, qui autorisait le Conseil général à réaliser les travaux du contournement, pour « insuffisances multiples du dossier »,.
En février 2012, les travaux sont arrêtés. Lors de l'enquête publique, la FRANE stipule des manquements au dossier faune et flore, avec l'existence d'espèces protégées en ignorant les incidences du projet. Seule une nouvelle enquête publique permet de résoudre le problème. Le tribunal administratif de Clermont-Ferrand a annulé l'arrêté le 30 octobre 2012, où des manifestations ont eu lieu au droit du chantier le 9 novembre 2012. Le nouveau pont aurait des conséquences catastrophiques sur la rivière Allier. Le contournement est « incompatible avec les enjeux écologiques liés à l'eau potable, les écosystèmes et la dynamique fluviale ».

#### Relance des travaux
Une nouvelle enquête publique s'est déroulée du 29 avril au 31 mai 2013, mais n'a apporté que peu d'améliorations en matière d'environnement, selon une autre association. Les conséquences hydrographiques seraient aussi catastrophiques que le premier projet.
Un nouvel arrêté autorisant, au titre de la loi sur l'eau, la réalisation de ce contournement, a été signé par le préfet de l'Allier. Les travaux ont repris début 2014 pour une mise en service le 2 février 2016 (inauguration le 28 janvier), avec « la création de zones humides nouvelles en compensation de [celles] détruites », malgré l'opposition d'associations de défense de l'environnement. Le surcoût dû à l'interruption des travaux est évalué à 16,5 millions d'euros.
Des giratoires ont été aménagés aux carrefours avec des départementales :
- avec les RD 2209 et 215, en service en novembre 2013 pour l'arrivée de l'autoroute ;
- avec la RD 984 à Serbannes, incluant la modification du tracé de la RD 417 ;
- avec la RD 1093 à Brugheas ;
- avec la RD 131 à Hauterive, incluant la modification du tracé de la RD 275 ;
- avec la RD 434 dans le Puy-de-Dôme, incluant la modification du tracé de la RD 433 ;
- avec la RD 906.

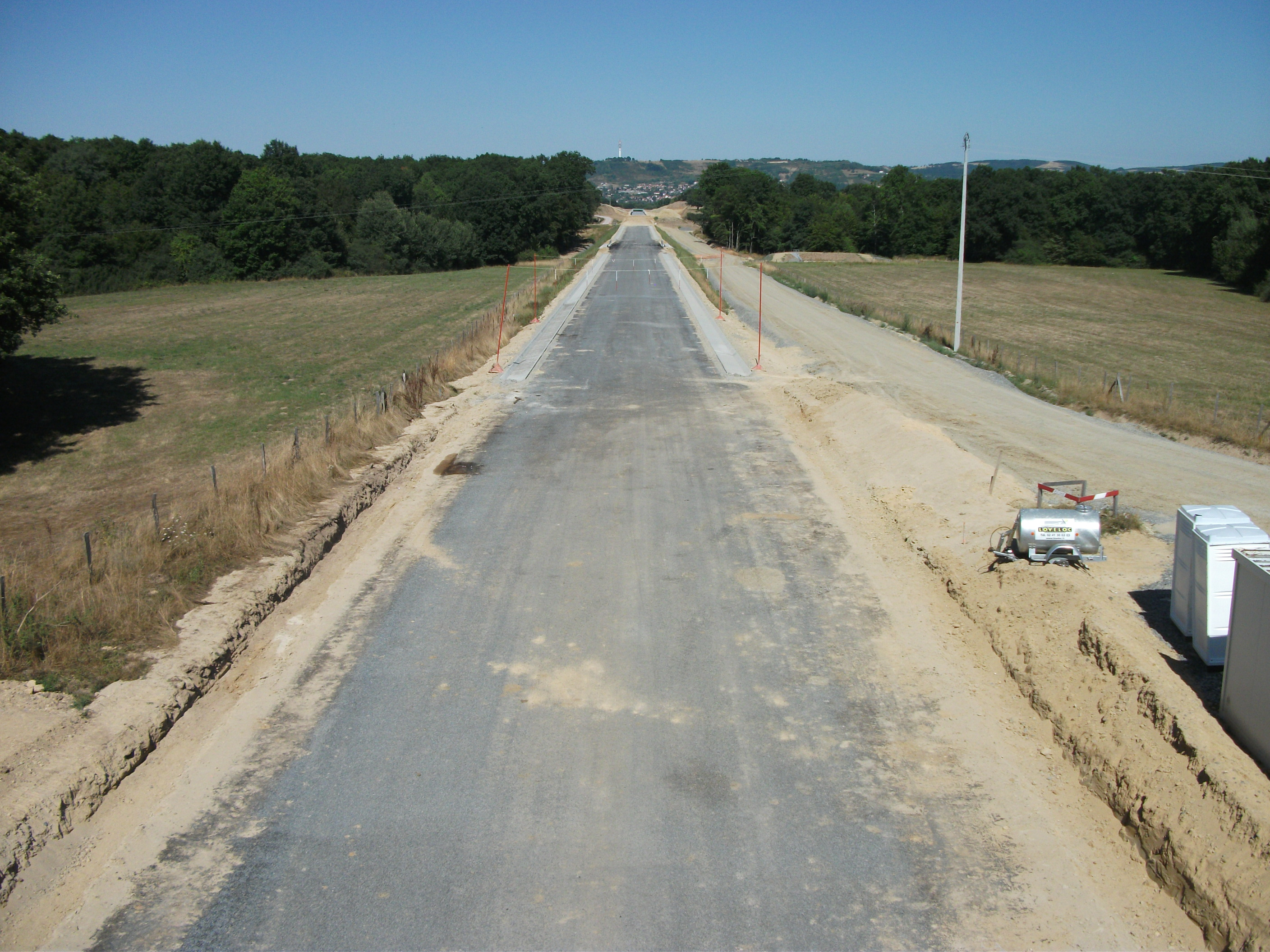
Contournement à Brugheas en direction de Saint-Yorre.
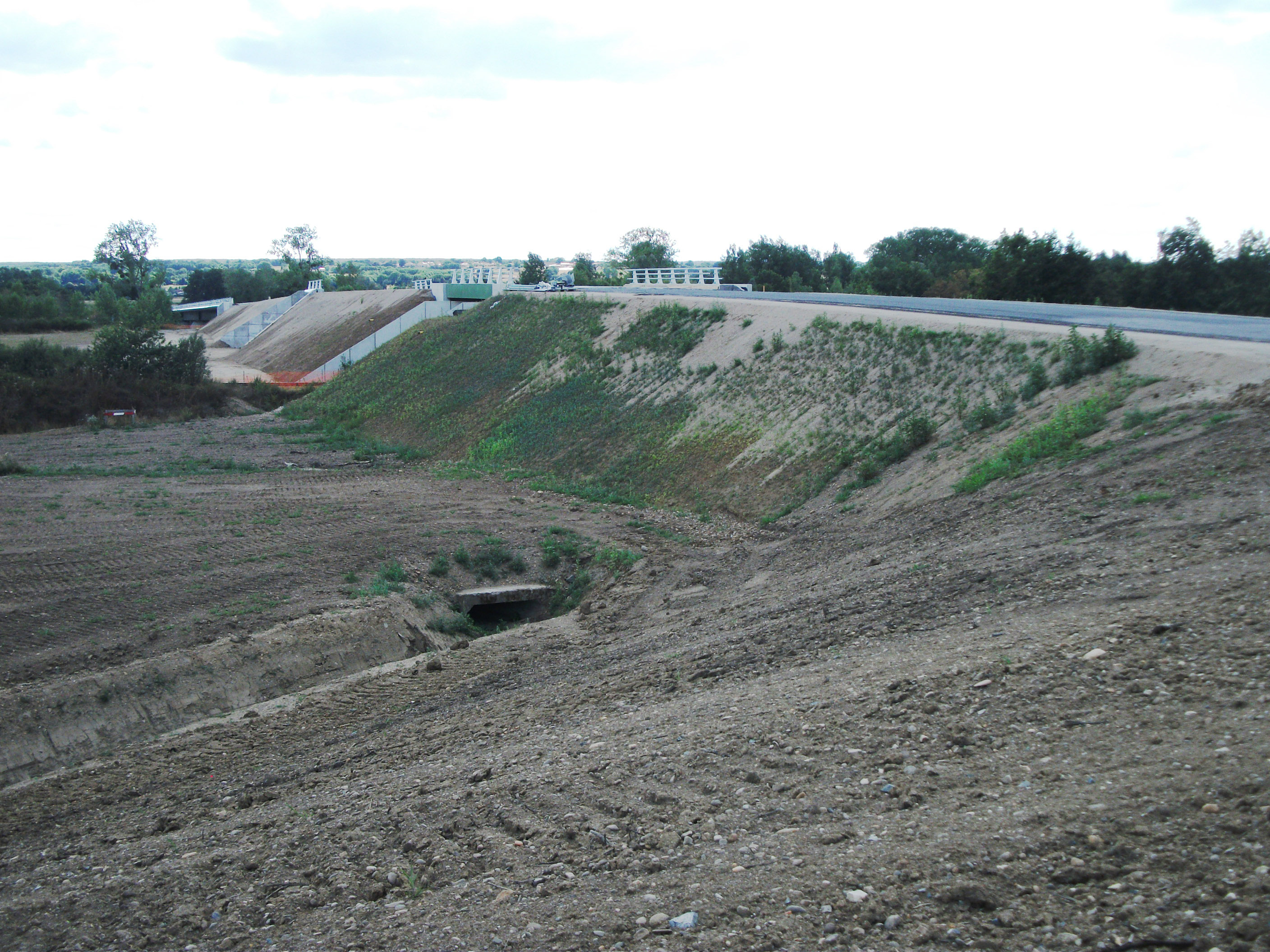
Fin du contournement à Saint-Yorre avec les ponts sur la voie ferrée et sur l'Allier.

### Contournement de Billy
Au nord de l'agglomération, la commune de Billy a longtemps été sinistrée par le passage des véhicules en transit sur la route nationale 209. Initialement, un projet de contournement passant près des carrières Vicat avait été concrétisé en 2003 mais n'a pu aboutir faute de financement, selon le maire. L'État et le département de l'Allier ont investi 1 755 000 € pour réaliser la déviation du village par le réaménagement de la voie existante (où les véhicules circulaient dans le sens Vichy → Moulins). La nouvelle voie a été aménagée à l'été 2019.

### Boulevard Est
Le boulevard Est est un projet routier en zone urbaine consistant à fluidifier la circulation routière autour des communes de Vichy et de Cusset,. Il doit « répondre à une fonction d'apaisement du trafic ». Partiellement ouverte, cette route à deux voies comporte des aménagements mixtes piétons/cyclistes et des espaces verts.
Le projet a été soumis à quatre enquêtes publiques : la première s'est déroulée du 15 novembre au 16 décembre 2011 (déclaration d'utilité publique du projet et impact du boulevard urbain), la deuxième pour les réglementations de la loi sur l'eau (traversée du Sichon), la troisième pour l'enquête parcellaire, la quatrième pour la modification des plans locaux d'urbanisme. Ce projet a déjà été évoqué dans le schéma directeur d'aménagement urbain de 1973. Il a été déclaré d'utilité publique le 17 avril 2012.
Ce boulevard dessert le centre hospitalier Jacques-Lacarin, les lycées publics (cité scolaire Albert-Londres et lycée Valery-Larbaud) dans un premier temps.
Le boulevard se compose de plusieurs tranches :
- tranche 1 : en service, elle relie l'avenue de Gramont côté Vichy et l'avenue de Vichy côté Cusset au boulevard de l'Hôpital d'une part et au centre hospitalier d'autre part ; la première tranche a été inaugurée le 20 décembre 2013[29] et porte le nom d'avenue de la Liberté[39] ;
- tranche 2 : en service, elle relie le carrefour entre le boulevard des Graves (côté Vichy), la rue des Bartins (à cheval entre les communes de Vichy et de Cusset), le boulevard d'Alsace-Lorraine (côté Cusset) et l'avenue Gilbert-Roux (côté Cusset) d'une part, à l'avenue de Gramont (côté Vichy) et l'avenue de Vichy (côté Cusset) d'autre part ; elle comprend aussi le réaménagement de la rue de Bordeaux (sur la commune de Vichy) entre l'avenue de la République et le boulevard de l'Hôpital ; la deuxième tranche est ouverte depuis le 16 juin 2017[31] et inaugurée le 22 décembre de la même année[30] ;
- tranche 3 nord : elle relie le carrefour entre le boulevard des Graves (côté Vichy), la rue des Bartins (à cheval entre les communes de Vichy et de Cusset), le boulevard d'Alsace-Lorraine (côté Cusset) et l'avenue Gilbert-Roux (côté Cusset) au sud, à Creuzier-le-Vieux au nord ; elle a été mise en service le 1er avril 2021[32] ;
- tranche 3 sud : elle est située dans le prolongement de l'avenue s'arrêtant à l'hôpital et débouche sur la rue des Iris et est ouverte depuis le 21 mars 2022[33].

L'entreprise Egis France est chargée de la maîtrise d'œuvre de la première tranche du boulevard Est.

## Transports collectifs

### Transport ferroviaire

#### Gares

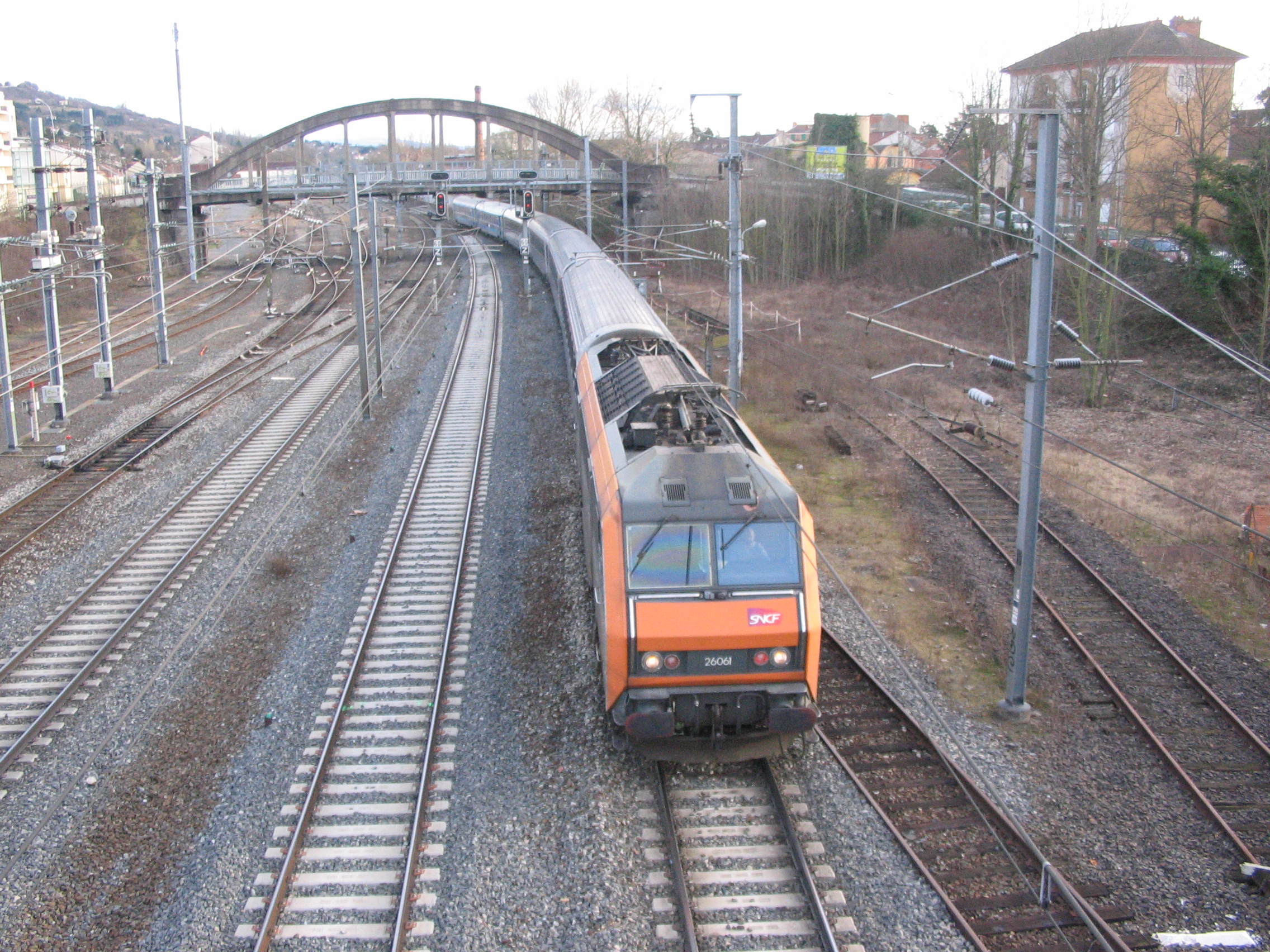
Un train Intercités arrivant en gare de Vichy à destination de Paris, en 2014.

La principale gare de l'agglomération, Vichy, est desservie par des trains Intercités à réservation obligatoire entre Paris-Bercy et Clermont-Ferrand, ainsi que des TER Auvergne-Rhône-Alpes aux destinations :
- Clermont-Ferrand – Lyon-Perrache via Lyon-Part-Dieu (train) ;
- Moulins – Clermont-Ferrand – périurbain sud (train) ;
- des autocars à destination de Gannat, Montluçon, Thiers et Ambert.

Saint-Germain-des-Fossés est desservie par des TER aux mêmes destinations, ainsi que des Intercités effectuant la relation transversale Nantes - Tours - Lyon.

#### Lignes ferroviaires
Cinq lignes de chemin de fer traversent le territoire de l'agglomération :
- la ligne de Moret - Veneux-les-Sablons à Lyon-Perrache, traversant au passage la gare de Saint-Germain-des-Fossés ;
- la ligne de Saint-Germain-des-Fossés à Darsac, traversant Vichy et Saint-Yorre ;
- la ligne de Saint-Germain-des-Fossés à Nîmes-Courbessac, traversant Saint-Rémy-en-Rollat et Vendat et continuant au-delà vers Gannat et Clermont-Ferrand ;
- la ligne de Vichy à Riom, passant par Abrest et Hauterive ;
- la ligne de Vichy à Cusset, réservée à la circulation des marchandises.

### Réseau urbain

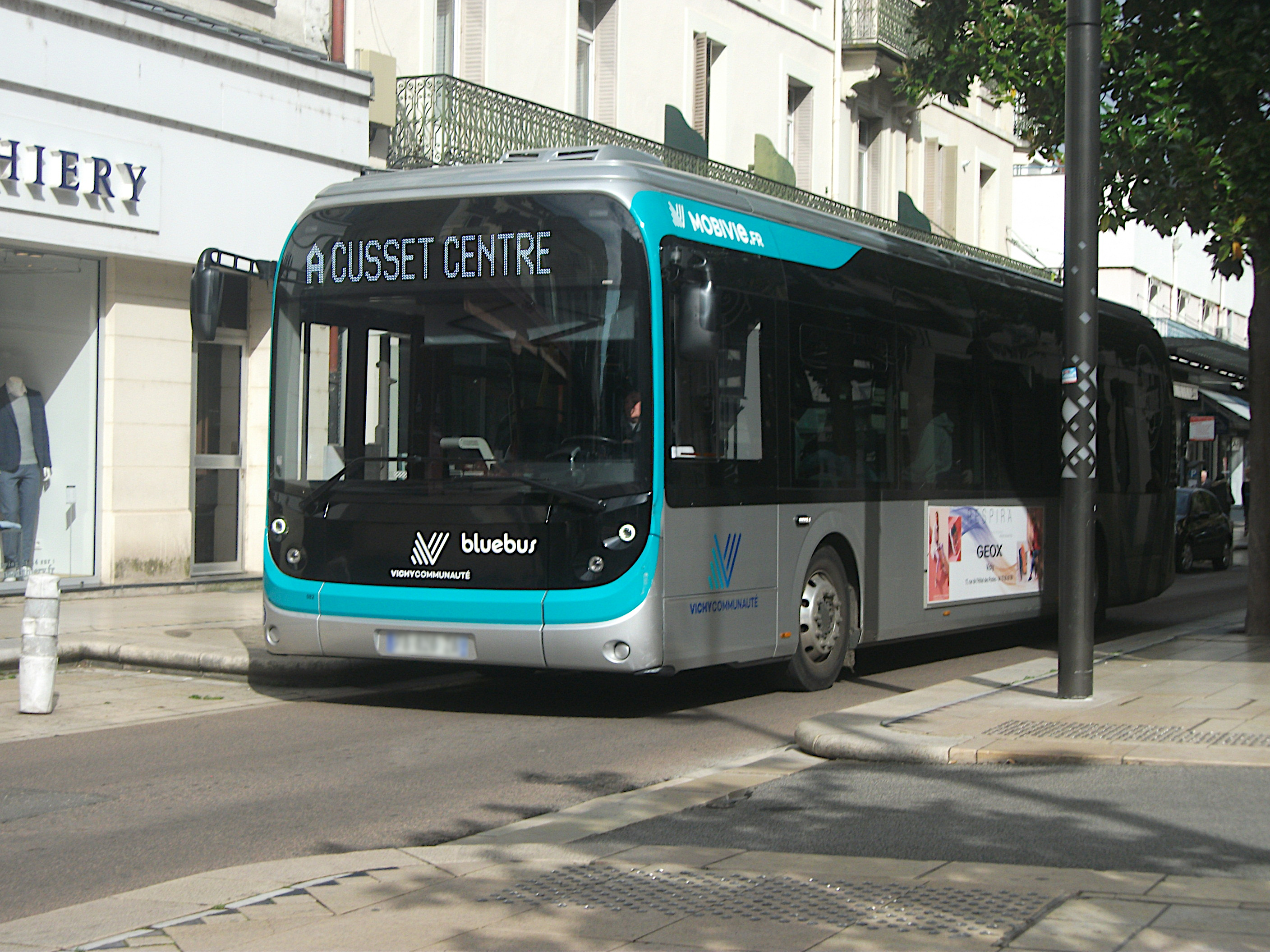
Le réseau de bus dessert six communes. Ici, un bus à l'arrêt Clemenceau, à Vichy, en 2020.

MobiVie est le réseau de transports urbains de la communauté d'agglomération. Il dessert six communes (Abrest, Bellerive-sur-Allier, Creuzier-le-Vieux, Cusset, Hauterive et Vichy) et se compose de huit lignes.
- Ligne A : Collège Jules-Ferry ↔ Cusset Centre
- Ligne B : Bellerive Collège Jean Rostand ou Du Bellay ↔ Côte Saint-Amand
- Ligne C : Cours Arloing ↔ Stade Aquatique
- Ligne D : Les Arloings ↔ Les Biernets
- Ligne E : Cusset Meunière ou Cusset Centre ↔ Les Ailes
- Ligne G : Gare SNCF ↔ Bioparc (desserte de la zone d'activités de la Tour et du Bioparc)
- Ligne H : Champcourt ↔ Normandie (via Meunière, ligne interne à Cusset)
- Ligne I : Les Ailes ↔ Grange au Grain (via Chantemerle)

### Transport à la demande
Le service MobiVie sur mesure a été créé en même temps que MobiVie le 30 août 2010, pour les communes d'Abrest, de Bellerive-sur-Allier, de Creuzier-le-Vieux, de Cusset et d'Hauterive.
Le service de transport à la demande Mobival s'étend aux vingt-trois communes de l'ancienne communauté d'agglomération de Vichy Val d'Allier plus la commune de Saint-Pont, pour les communes non desservies par le réseau MobiVie. Créé le 11 octobre 2004, il est composé de dix lignes :
- Brugheas ↔ Vichy
- Serbannes ↔ Vichy
- Cognat-Lyonne ↔ Espinasse-Vozelle → Vichy
- Saint-Pont ↔ Vendat ↔ Charmeil ↔ Vichy
- Saint-Rémy-en-Rollat ↔ Vichy
- Billy ↔ Saint-Germain-des-Fossés ↔ Vichy
- Magnet ↔ Seuillet ↔ Creuzier-le-Neuf ↔ Creuzier-le-Vieux ↔ Vichy
- Bost ↔ Vichy
- Le Vernet ↔ Vichy
- Mariol ↔ Busset ↔ Saint-Yorre ↔ Vichy

Le service Mobil'hand, lancé le 10 décembre 2007, est réservé aux personnes à mobilité réduite, sous conditions : personnes nécessitant l'usage d'un fauteuil roulant, ayant un taux d'invalidité supérieur à 80 % ou mal-voyantes accompagnés ou non par un chien. Il opère sur le même périmètre que Mobival.

### Transport interurbain
L'agglomération est desservie par :
- une ligne de transport interurbain desservant la montagne bourbonnaise, organisée par la communauté d'agglomération : la ligne F, reliant Vichy au Mayet-de-Montagne[VC 3] ;
- trois lignes des cars Région Allier (ex-Trans'Allier), gérés par la région Auvergne-Rhône-Alpes depuis le 1er janvier 2021[42],[43] : la ligne B vers Montluçon, la ligne E vers Chantelle et Bellenaves, ainsi que la ligne G vers Lapalisse et Le Donjon ;
- deux lignes du réseau interurbain du Puy-de-Dôme (Cars Région Puy-de-Dôme), déjà géré par la région depuis le 1er juin 2020[44] : la ligne 28 vers Maringues et Joze, ainsi que la ligne 55 vers Puy-Guillaume.

Ces lignes desservent la gare SNCF de Vichy.

### Transports aériens
L'aéroport de Vichy-Charmeil est situé à cinq kilomètres au nord-nord-ouest de Vichy, sur le territoire communal de Charmeil, et à 295 km au sud de Paris-Orly à vol d'oiseau. Il accueille des vols privés.

## Aménagements cyclables

### Aménagements cyclables ponctuels
Le réseau cyclable de l'agglomération vichyssoise est surtout concentré sur la commune de Vichy, où des pistes cyclables ont été créées consécutivement à la rénovation de l'esplanade du Lac d'Allier entre 2007 et 2009, parallèlement aux boulevards du Maréchal-de-Lattre-de-Tassigny et du Maréchal-Franchet-d'Esperey, lesquelles sont prolongées en 2011 vers le quai d'Allier (rénové en 2014).
Une autre piste cyclable longe une partie de l'avenue Thermale prolongée et l'allée des Ailes, ou le boulevard de la Résistance, jusqu'au collège Jules-Ferry ; celle-ci est prolongée en 2019 jusqu'à Creuzier-le-Vieux.

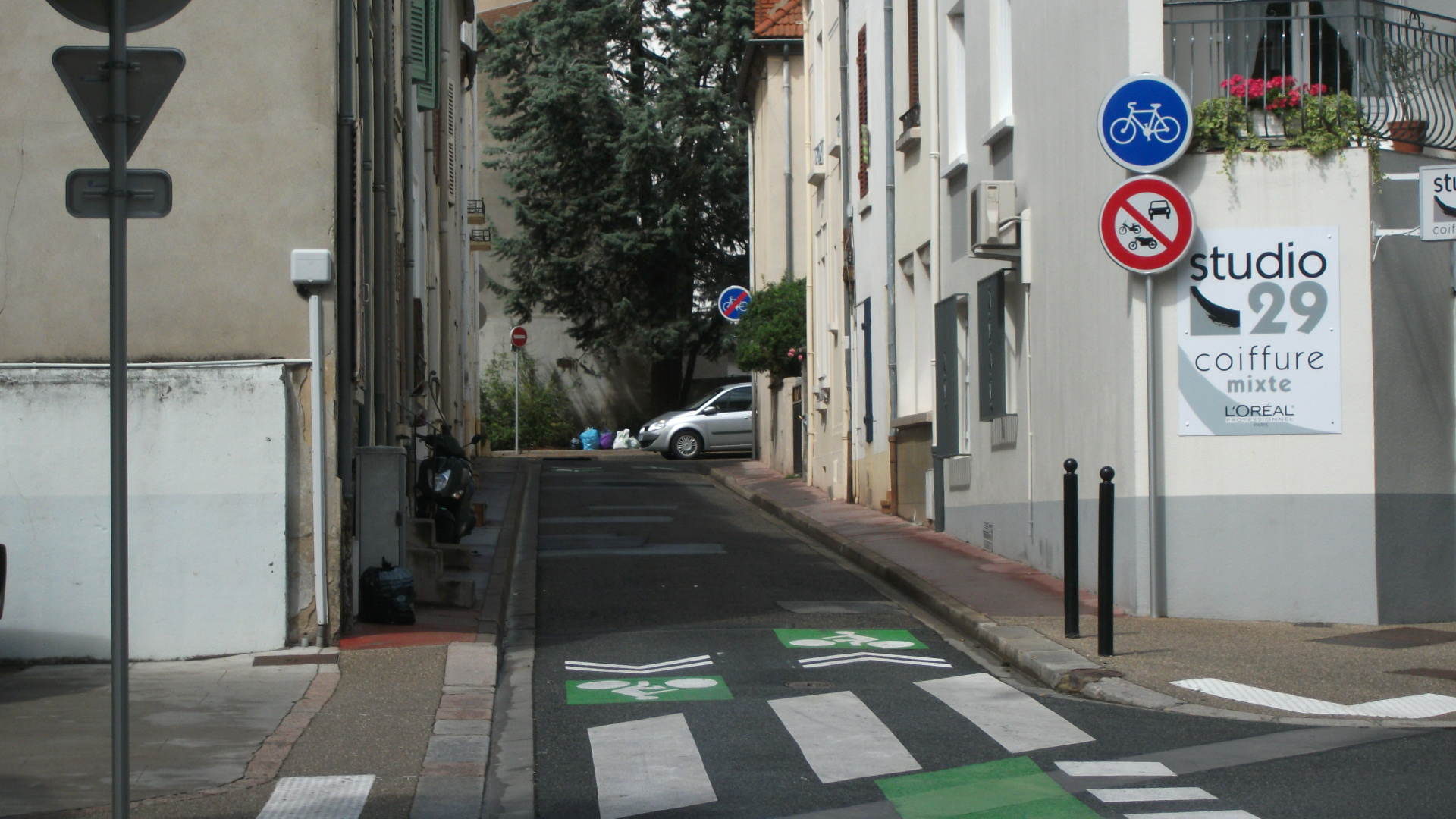
Rue Laprugne accessible pour les cyclistes (2011).

Un itinéraire cyclable a été créé au milieu de l'année 2011 entre le pont de Bellerive et l'avenue de Lyon (long de 1,75 km) via le centre-ville, avec l'instauration de double-sens cyclables et de zones 30, pour un coût de 127 000 euros,. Il est prolongé à l'ouest par le chemin partagé reliant le pont de Bellerive au stade aquatique, et à l'est depuis 2019 avec la rénovation de l'avenue de Gramont, puis de l'avenue de Vichy (sur le territoire communal de Cusset).

### Via Allier et boucles
Après l'aménagement des berges d'Allier en rive gauche en 2019, Vichy Communauté a réalisé une voie verte le long de la rivière Allier entre Saint-Yorre et Billy ainsi que plusieurs boucles de découverte. La livraison complète est prévue en 2022.
Ces boucles de découverte sont, de l'amont vers l'aval :
- la boucle des Sources (12 km entre Abrest, Saint-Yorre et Hauterive) ;
- la boucle des Isles (12,7 km entre Abrest, Bellerive-sur-Allier et Vichy) ;
- la boucle du Lac (6,3 km entre Bellerive-sur-Allier et Vichy).